# Vittorio Rieser
Vittorio Rieser (Torino, 15 febbraio 1939 – Torino, 21 maggio 2014) è stato un sociologo e sindacalista italiano.

## Biografia
Figlio di Henek Rieser (un ingegnere polacco comunista emigrato a Torino) e di Tina Pizzardo, entrò in contatto fin da giovanissimo col mondo del lavoro, svolgendo le prime inchieste sul campo per la Fiom e partecipando in Sicilia alle lotte organizzate da Danilo Dolci. Tra le sue inchieste si ricordano quelle realizzate per i "Quaderni Rossi" di Raniero Panzieri, per la Fiom di Milano, per la Commissione lavoro del Partito Comunista Italiano, per la FILLEA di Milano. Per Vittorio Rieser è il titolo di una poesia di Franco Fortini nella raccolta Paesaggio con serpente (Torino, Einaudi, 1984). Alcuni suoi scritti sono stati pubblicati postumi nella raccolta Samizbar e altre storie (Gent, Graphius, 2016).

## Opere principali
- Il mestiere dell'avanguardia (con Aris Accornero, Bari, De Donato, 1981
- Il difficile cammino del lavoro: un dialogo con Vittorio Foa e Vittorio Rieser, Roma, Ediesse, 1990
- Fabbrica oggi: lo strano caso del dottor Weber e di mister Marx, Siena, Sisifo, 1992